# Llista de ministres d'educació, ciència i esport d'Espanya
Aquesta és la Llista de ministres d'educació, ciència i esport d'Espanya, en qualsevol de les seves denominacions històriques (ministre d'Educació, inbstrucció pública, educació i ciència, etc) des de 1900 fins a l'actualitat.

## Llista de Ministres
| Període                                  | Inici                  | Fi                               | Nom                                      | Partit      | Foto |  |
| ---------------------------------------- | ---------------------- | -------------------------------- | ---------------------------------------- | ----------- | ---- |  |
| Regència de Maria Cristina (1885-1902)   | 18 d'abril de 1900     | 6 de març de 1901                | Antonio García Alix (1)                  |             |      |  |
| Regència de Maria Cristina (1885-1902)   | 6 de març de 1901      | 17 de maig de 1902               | Álvaro de Figueroa y Torres (1)          |             |      |  |
| Regnat d' Alfons XIII (1902-1923)        | 17 de maig de 1902     | 6 de desembre de 1902            | Álvaro de Figueroa y Torres (1)          | Liberal     |      |  |
| Regnat d' Alfons XIII (1902-1923)        | 6 de desembre de 1902  | 20 de juliol de 1903             | Manuel Allendesalazar y Muñoz (1)        | Conservador |      |  |
| Regnat d' Alfons XIII (1902-1923)        | 20 de juliol de 1903   | 5 de desembre de 1903            | Gabino Bugallal Araújo (1)               | Liberal     |      |  |
| Regnat d' Alfons XIII (1902-1923)        | 5 de desembre de 1903  | 16 de desembre de 1904           | Lorenzo Domínguez Pascual (1)            | Conservador |      |  |
| Regnat d' Alfons XIII (1902-1923)        | 16 de desembre de 1904 | 8 d'abril de 1905                | Juan de la Cierva y Peñafiel (1)         |             |      |  |
| Regnat d' Alfons XIII (1902-1923)        | 8 d'abril de 1905      | 23 de juny de 1905               | Carlos Cortezo Prieto (1)                |             |      |  |
| Regnat d' Alfons XIII (1902-1923)        | 23 de juny de 1905     | 31 d'octubre de 1905             | Andrés Mellado y Fernández (1)           | Liberal     |      |  |
| Regnat d' Alfons XIII (1902-1923)        | 31 d'octubre de 1905   | 1 de desembre de 1905            | Manuel de Eguilior y Llaguno (1)         | Liberal     |      |  |
| Regnat d' Alfons XIII (1902-1923)        | 1 de desembre de 1905  | 9 de juny de 1906                | Vicente Santamaría de Paredes (1)        | Liberal     |      |  |
| Regnat d' Alfons XIII (1902-1923)        | 9 de juny de 1906      | 6 de juliol de 1906              | Alejandro San Martín y Satrústegui (1)   | Liberal     |      |  |
| Regnat d' Alfons XIII (1902-1923)        | 6 de juliol de 1906    | 30 de novembre de 1906           | Amalio Gimeno y Cabañas (1)              |             |      |  |
| Regnat d' Alfons XIII (1902-1923)        | 30 de novembre de 1906 | 4 de desembre de 1906            | Pedro Rodríguez de la Borbolla (1)       |             |      |  |
| Regnat d' Alfons XIII (1902-1923)        | 4 de desembre de 1906  | 25 de gener de 1907              | Amalio Gimeno y Cabañas (1)              |             |      |  |
| Regnat d' Alfons XIII (1902-1923)        | 25 de gener de 1907    | 21 d'octubre de 1909             | Faustino Rodríguez San Pedro (1)         |             |      |  |
| Regnat d' Alfons XIII (1902-1923)        | 21 d'octubre de 1909   | 9 de febrer de 1910              | Antonio Barroso Castillo (1)             | Liberal     |      |  |
| Regnat d' Alfons XIII (1902-1923)        | 9 de febrer de 1910    | 9 de juny de 1910                | Álvaro de Figueroa y Torres (1)          |             |      |  |
| Regnat d' Alfons XIII (1902-1923)        | 9 de juny de 1910      | 2 de gener de 1911               | Julio Burell y Cuéllar (1)               | Liberal     |      |  |
| Regnat d' Alfons XIII (1902-1923)        | 2 de gener de 1911     | 3 d'abril de 1911                | Amós Salvador Rodrigáñez (1)             |             |      |  |
| Regnat d' Alfons XIII (1902-1923)        | 3 d'abril de 1911      | 12 de març de 1912               | Amalio Gimeno y Cabañas (1)              |             |      |  |
| Regnat d' Alfons XIII (1902-1923)        | 12 de març de 1912     | 31 de desembre de 1912           | Santiago Alba Bonifaz (1)                |             |      |  |
| Regnat d' Alfons XIII (1902-1923)        | 31 de desembre de 1912 | 13 de juny de 1913               | Antonio López Muñoz (1)                  |             |      |  |
| Regnat d' Alfons XIII (1902-1923)        | 13 de juny de 1913     | 27 d'octubre de 1913             | Joaquín Ruiz Jiménez (1)                 | Liberal     |      |  |
| Regnat d' Alfons XIII (1902-1923)        | 27 d'octubre de 1913   | 11 de desembre de 1914           | Francisco Bergamín García (1)            |             |      |  |
| Regnat d' Alfons XIII (1902-1923)        | 4 de gener de 1915     | 25 d'octubre de 1915             | Saturnino Esteban Miguel y Collantes (1) |             |      |  |
| Regnat d' Alfons XIII (1902-1923)        | 25 d'octubre de 1915   | 9 de desembre de 1915            | Rafael Andrade Navarrete (1)             |             |      |  |
| Regnat d' Alfons XIII (1902-1923)        | 9 de desembre de 1915  | 20 d'abril de 1917               | Julio Burell y Cuéllar (1)               | Liberal     |      |  |
| Regnat d' Alfons XIII (1902-1923)        | 20 d'abril de 1917     | 11 de juny de 1917               | José Francos Rodríguez (1)               |             |      |  |
| Regnat d' Alfons XIII (1902-1923)        | 11 de juny de 1917     | 3 de novembre de 1917            | Rafael Andrade Navarrete (1)             |             |      |  |
| Regnat d' Alfons XIII (1902-1923)        | 3 de novembre de 1917  | 2 de març de 1918                | Felip Rodés i Baldrich (1)               |             |      |  |
| Regnat d' Alfons XIII (1902-1923)        | 2 de març de 1918      | 21 de març de 1918               | Luis Silvela Casado (1)                  |             |      |  |
| Regnat d' Alfons XIII (1902-1923)        | 23 de març de 1918     | 10 d'octubre de 1918             | Santiago Alba Bonifaz (1)                |             |      |  |
| Regnat d' Alfons XIII (1902-1923)        | 10 d'octubre de 1918   | 9 de novembre de 1918            | Álvaro de Figueroa y Torres (1)          |             |      |  |
| Regnat d' Alfons XIII (1902-1923)        | 9 de novembre de 1918  | 5 de desembre de 1918            | Julio Burell y Cuéllar (1)               | Liberal     |      |  |
| Regnat d' Alfons XIII (1902-1923)        | 5 de desembre de 1918  | 15 d'abril de 1919               | Joaquim Salvatella i Gibert (1)          |             |      |  |
| Regnat d' Alfons XIII (1902-1923)        | 15 d'abril de 1919     | 19 de juliol de 1919             | César Silió y Cortés (1)                 |             |      |  |
| Regnat d' Alfons XIII (1902-1923)        | 19 de juliol de 1919   | 12 de desembre de 1919           | José del Prado Palacio (1)               | Conservador |      |  |
| Regnat d' Alfons XIII (1902-1923)        | 12 de desembre de 1919 | 5 de maig de 1920                | Natalio Rivas Santiago (1)               |             |      |  |
| Regnat d' Alfons XIII (1902-1923)        | 5 de maig de 1920      | 1 de setembre de 1920            | Luis Espada Guntín (1)                   |             |      |  |
| Regnat d' Alfons XIII (1902-1923)        | 1 de setembre de 1920  | 29 de desembre de 1920           | Vicente Cabeza de Vaca (1)               |             |      |  |
| Regnat d' Alfons XIII (1902-1923)        | 29 de desembre de 1920 | 12 de març de 1921               | Tomás Montejo y Rica (1)                 |             |      |  |
| Regnat d' Alfons XIII (1902-1923)        | 12 de març de 1921     | 13 d'agost de 1921               | Francisco Aparicio Ruiz (1)              |             |      |  |
| Regnat d' Alfons XIII (1902-1923)        | 14 d'agost de 1921     | 1 d'abril de 1922                | César Silió y Cortés (1)                 |             |      |  |
| Regnat d' Alfons XIII (1902-1923)        | 1 d'abril de 1922      | 8 de novembre de 1922            | Tomás Montejo y Rica (1)                 |             |      |  |
| Regnat d' Alfons XIII (1902-1923)        | 8 de novembre de 1922  | 5 de desembre de 1922            | César Silió y Cortés (1)                 |             |      |  |
| Dictadura de Primo de Rivera (1923-1931) | 3 de desembre de 1925  | 28 de gener de 1930              | Eduardo Callejo de la Cuesta (1)         |             |      |  |
| Dictadura de Primo de Rivera (1923-1931) | 28 de gener de 1930    | 24 de febrer de 1930             | Jacobo Fitz-James Stuart y Falcó (1)     |             |      |  |
| Dictadura de Primo de Rivera (1923-1931) | 24 de febrer de 1930   | 18 de febrer de 1931             | Elías Tormo Monzó (1)                    |             |      |  |
| Dictadura de Primo de Rivera (1923-1931) | 18 de febrer de 1931   | 14 d'abril de 1931               | José Gascón y Marín (1)                  |             |      |  |
| II República (1931-1939)                 | 14 d'abril de 1931     | 16 de desembre de 1931           | Marcel·lí Domingo i Sanjuan (1)          | PRRS        |      |  |
| II República (1931-1939)                 | 16 de desembre de 1931 | 12 de juny de 1933               | Fernando de los Ríos Urruti (1)          | PSOE        |      |  |
| II República (1931-1939)                 | 12 de juny de 1933     | 12 de setembre de 1933           | Francisco Barnés Salinas (1)             | PRRS        |      |  |
| II República (1931-1939)                 | 12 de setembre de 1933 | 16 de desembre de 1933           | Domingo Barnés Salinas (1)               | Indep.      |      |  |
| II República (1931-1939)                 | 16 de desembre de 1933 | 3 de març de 1934                | José Pareja Yébenes (1)                  | PRR         |      |  |
| II República (1931-1939)                 | 3 de març de 1934      | 28 d'abril de 1934               | Salvador de Madariaga Rojo (1)           | Indep.      |      |  |
| II República (1931-1939)                 | 28 d'abril de 1934     | 29 de desembre de 1934           | Filiberto Villalobos González (1)        | PLD         |      |  |
| II República (1931-1939)                 | 29 de desembre de 1934 | 3 d'abril de 1935                | Joaquim Dualde i Gómez (1)               | PLD         |      |  |
| II República (1931-1939)                 | 3 d'abril de 1935      | 6 de maig de 1935                | Ramón Prieto Bances (1)                  | Indep.      |      |  |
| II República (1931-1939)                 | 6 de maig de 1935      | 25 de setembre de 1935           | Joaquim Dualde i Gómez (1)               | PLD         |      |  |
| II República (1931-1939)                 | 25 de setembre de 1935 | 29 d'octubre de 1935             | Juan José Rocha i García (1)             | PRR         |      |  |
| II República (1931-1939)                 | 29 d'octubre de 1935   | 14 de desembre de 1935           | Luis Bardají López (1)                   | PRR         |      |  |
| II República (1931-1939)                 | 14 de desembre de 1935 | 30 de desembre de 1935           | Manuel Becerra Fernández (1)             | PRR         |      |  |
| II República (1931-1939)                 | 30 de desembre de 1935 | 19 de febrer de 1936             | Filiberto Villalobos González (1)        | PCNR        |      |  |
| II República (1931-1939)                 | 19 de febrer de 1936   | 13 de maig de 1936               | Marcel·lí Domingo i Sanjuan (1)          | IR          |      |  |
| II República (1931-1939)                 | 13 de maig de 1936     | 19 de juliol de 1936             | Francisco Barnés Salinas (1)             | IR          |      |  |
| II República (1931-1939)                 | 19 de juliol de 1936   | 19 de juliol de 1936             | Marcel·lí Domingo i Sanjuan (1)          | IR          |      |  |
| II República (1931-1939)                 | 19 de juliol de 1936   | 4 de setembre de 1936            | Francisco Barnés Salinas (1)             | IR          |      |  |
| II República (1931-1939)                 | 4 de setembre de 1936  | 17 de maig de 1937               | Jesús Hernández Tomás (1)                | PCE         |      |  |
| II República (1931-1939)                 | 17 de maig de 1937     | 5 d'abril de 1938                | Jesús Hernández Tomás (2)                | PCE         |      |  |
| II República (1931-1939)                 | 5 d'abril de 1938      | 1 d'abril de 1939                | Segundo Blanco González (2)              | CNT         |      |  |
| Dictadura Franquista (1936-1975)         | 3 d'octubre de 1936    | 30 de gener de 1938              | José María Pemán Pemartín (3)            |             |      |  |
| Dictadura Franquista (1936-1975)         | 30 de gener de 1938    | 9 d'agost de 1939                | Pedro Sainz Rodríguez (4)                |             |      |  |
| Dictadura Franquista (1936-1975)         | 9 d'agost de 1939      | 18 de juliol de 1951             | José Ibáñez Martín (4)                   |             |      |  |
| Dictadura Franquista (1936-1975)         | 18 de juliol de 1951   | 16 de febrer de 1956             | Joaquín Ruiz-Giménez Cortés (4)          |             |      |  |
| Dictadura Franquista (1936-1975)         | 16 de febrer de 1956   | 10 de juliol de 1962             | Jesús Rubio García-Mina (4)              |             |      |  |
| Dictadura Franquista (1936-1975)         | 10 de juliol de 1962   | 18 d'abril de 1968               | Manuel Lora-Tamayo Martín (4) (5)        |             |      |  |
| Dictadura Franquista (1936-1975)         | 18 d'abril de 1968     | 9 de juny de 1973                | José Luis Villar Palasí (5)              |             |      |  |
| Dictadura Franquista (1936-1975)         | 9 de juny de 1973      | 3 de gener de 1974               | Julio Rodríguez Martínez (5)             |             |      |  |
| Dictadura Franquista (1936-1975)         | 3 de gener de 1974     | 12 de desembre de 1975           | Cruz Martínez Esteruelas (5)             |             |      |  |
| Regnat de Joan Carles I (1975-)          | 12 de desembre de 1975 | 5 de juliol de 1976              | Carlos Robles Piquer (5)                 |             |      |  |
| Regnat de Joan Carles I (1975-)          | 5 de juliol de 1976    | 4 de juliol de 1977              | Aurelio Menéndez Menéndez (6)            |             |      |  |
| Regnat de Joan Carles I (1975-)          | 4 de juliol de 1977    | 25 de febrer de 1978             | Íñigo Cavero Lataillade (6)              | UCD         |      |  |
| Regnat de Joan Carles I (1975-)          | 25 de febrer de 1978   | 6 d'abril de 1979                | Íñigo Cavero Lataillade (5)              | UCD         |      |  |
| Regnat de Joan Carles I (1975-)          | 6 d'abril de 1979      | 9 de setembre de 1980            | José Manuel Otero Novas (5)              | UCD         |      |  |
| Regnat de Joan Carles I (1975-)          | 9 de setembre de 1980  | 26 de febrer de 1981             | Juan Antonio Ortega (5)                  | UCD         |      |  |
| Regnat de Joan Carles I (1975-)          | 26 de febrer de 1981   | 2 de desembre de 1981            | Juan Antonio Ortega (7)                  | UCD         |      |  |
| Regnat de Joan Carles I (1975-)          | 2 de desembre de 1981  | 2 de desembre de 1982            | Federico Mayor Zaragoza (5)              | UCD         |      |  |
| Regnat de Joan Carles I (1975-)          | 3 de desembre de 1982  | 12 de juliol de 1988             | José María Maravall (5)                  | PSOE        |      |  |
| Regnat de Joan Carles I (1975-)          | 12 de juliol de 1988   | 24 de juny de 1992               | Javier Solana Madariaga (5)              | PSOE        |      |  |
| Regnat de Joan Carles I (1975-)          | 24 de juny de 1992     | 12 de juliol de 1993             | Alfredo Pérez Rubalcaba (5)              | PSOE        |      |  |
| Regnat de Joan Carles I (1975-)          | 13 de juliol de 1993   | 3 de juliol de 1995              | Gustavo Suárez Pertierra (5)             | PSOE        |      |  |
| Regnat de Joan Carles I (1975-)          | 3 de juliol de 1995    | 5 de maig de 1996                | Jerónimo Saavedra (5)                    | PSOE        |      |  |
| Regnat de Joan Carles I (1975-)          | 6 de maig de 1996      | 20 de gener de 1999              | Esperanza Aguirre (8)                    | PP          |      |  |
| Regnat de Joan Carles I (1975-)          | 20 de gener de 1999    | 27 d'abril de 2000               | Mariano Rajoy Brey (8)                   | PP          |      |  |
| Regnat de Joan Carles I (1975-)          | 28 d'abril de 2000     | 18 d'abril de 2004               | Pilar del Castillo (9)                   | PP          |      |  |
| Regnat de Joan Carles I (1975-)          | 18 d'abril de 2004     | 11 d'abril de 2006               | María Jesús San Segundo (5)              | PSOE        |      |  |
| Regnat de Joan Carles I (1975-)          | 11 d'abril de 2006     | 13 d'abril de 2008               | Mercedes Cabrera (5)                     | PSOE        |      |  |
| Regnat de Joan Carles I (1975-)          | 14 d'abril de 2008     | 7 d'abril de 2009                | Mercedes Cabrera (10)                    | PSOE        |      |  |
| Regnat de Joan Carles I (1975-)          | 7 d'abril de 2009      | 21 de desembre de 2011           | Ángel Gabilondo Pujol (6)                | Indep.      |      |  |
| Regnat de Joan Carles I (1975-)          | 22 de desembre de 2011 | 26 de juny de 2015               | José Ignacio Wert (9)                    | Indep.      |      |  |
| Regnat de Felip VI (2014-)               |                        |                                  |                                          |             |      |  |
| 26 de juny de 2015                       | 1 de juny de 2018      | Íñigo Méndez de Vigo Montojo (9) | PP                                       |             |      |  |
| 1 de juny de 2018                        |                        | María Isabel Celaá Diéguez       | PSOE                                     | \|          |      |  |